# Waluyo
Waluyo is een bestuurslaag in het regentschap Kebumen van de provincie Midden-Java, Indonesië. Waluyo telt 3812 inwoners (volkstelling 2010).